# Album vàng 2008
Album vàng 2008 là mùa thứ hai của chương trình giải thưởng âm nhạc Album vàng do Cát Tiên Sa và Đài Truyền hình Thành phố Hồ Chí Minh phối hợp tổ chức. Chương trình được phát sóng vào ngày 10 tháng 3 năm 2008 và kết thúc với lễ trao giải vào ngày 9 tháng 2 năm 2009.

## Tổ chức
Album vàng 2008 thu hút gần 300 album tham gia đề cử, với 40 album được Hội đồng nghệ thuật chọn giới thiệu trong các liveshow tháng. Có 14 album đã giành chiến thắng ở các liveshow tháng lọt vào vòng tranh giải của năm, 10 trong số đó thuộc về các ca sĩ nữ.

### Phát sóng
Album vàng 2008 vẫn được tổ chức bởi Đài Truyền hình Thành phố Hồ Chí Minh và công ty Cát Tiên Sa với sự tài trợ của nhãn hàng Coca-Cola. Các liveshow hương trình được truyền hình trực tiếp trên HTV7, được tiếp sóng không thường xuyên bởi 8 Đài Truyền hình khu vực: Hải Phòng, Quảng Ninh, Huế, Cần Thơ, Hậu Giang, Kiên Giang, Bình Dương và Đà Nẵng cùng với Đài Tiếng nói Việt Nam.

### Chương trình bên lề
Chuyên mục Câu chuyện những album vẫn được duy trì từ Album vàng 2007.
Từ tháng 4, Ban Tổ chức mở thêm chuyên mục Album của bạn - Không thử sao biết dành cho những bạn trẻ 16 đến 30 tuổi có album riêng, mỗi album giới hạn từ 3 đến 5 ca khúc là các ca khúc được cấp phép lưu hành. Khán giả và Hội đồng nghệ thuật cũng sẽ chọn ra hai album xuất sắc trong số này để trao giải mỗi tháng và hai giải của năm. Các album tham dự chuyên mục này được nộp hồ sơ trước ngày 16 tháng 3 năm 2008. Cứ 3 tháng, Album của bạn sẽ có kỳ bịnh chọn của quý.
Từ tháng 9, có thêm một chuyên mục mới là Album quốc tế với mục đích giới thiệu album thành công nhất cùng thời điểm của một ca sĩ nước ngoài.

### Thể lệ
Ở mùa thứ hai, tiêu chí doanh số đã được thay đổi bằng việc các album được đề cử phải được phát hành trong vòng 6 tháng gần nhất tính đến thời điểm diễn ra liveshow tháng và mỗi album chỉ được đề cử 3 lần. Sau 3 lần không lọt vào Top 5 của tháng, album đó sẽ không được đề cử nữa.
Ngoài các dòng nhạc hiện đại, các thể loại khác như hòa tấu, dân ca, nhạc cách mạng... cũng được tham gia đề cử. Từ các album phát hành trên thị trường, Hội đồng nghệ thuật sẽ lựa chọn 10 album cho đề cử trong tháng, sau đó tiếp tục chọn ra 5 album để giới thiệu trong livsehow và cuối cùng chọn ra một album Nghệ thuật xuất sắc trong tháng. Khán giả bình chọn cho hạng mục Album được yêu thích thông qua tổng đài 19001742 hoặc 8313 và trang web albumvang.nhacso.net.
Ngoài hai giải "Album nghệ thuật" do Hội đồng nghệ thuật bình chọn và "Album được yêu thích" do khán giả bình chọn, ba album còn lại sẽ nhận Top 5. Dự định ban đầu, vào chương trình cuối năm sẽ có 6 giải thưởng, trong đó 5 giải do Hội đồng nghệ thuật bình chọn gồm: Album nghệ thuật xuất sắc, Album có chất lượng âm thanh, Album hòa âm, Album có ý tưởng âm nhạc, Album có ý tưởng thiết kế. Và một giải do khán giả bình chọn là Album được yêu thích. Cuối cùng chương trình rút gọn chỉ có hai giải chính Album được yêu thích và Album nghệ thuật xuất sắc.

### Hội đồng Nghệ thuật[19]
- Tôn Thất Lập
- An Thuyên
- Nguyễn Chí Tân[20]
- Nguyễn Ngọc Thiện
- Nguyễn Quang Minh[21]
- Quốc Bảo
- Lê Quang
- Vũ Quốc Việt
- Lê Minh Sơn
- Hồ Hoài Anh
- Quốc An
- Đức Trịnh
- Hoài An
- Nguyễn Nam
- Cao Minh Hiển
- Thuy Trang (nhà báo)
- Thanh Trung (nhà báo)
- Dạ Ly (nhà báo)
- Hữu Trịnh (nhà báo)
- Câm Lệ (nhà báo)

## Các liveshow tháng
Album vàng 2008 được tài trợ bởi Coca-Cola nên một số nghệ sĩ đại diện thương hiệu cho nhãn hàng nước giải khát khác như Pepsi có Kasim Hoàng Vũ, Tóc Tiên.... không được tham gia mùa này.

### Tháng 3

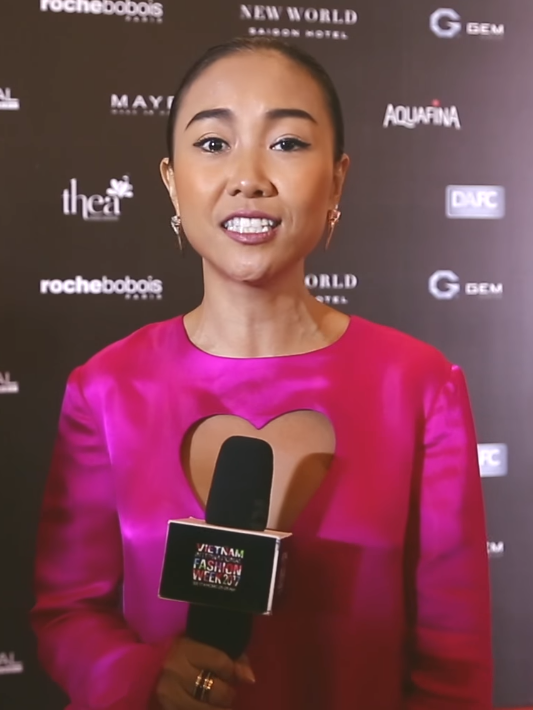
Đoan Trang

Liveshow đầu tiên được tổ chức ngày 10 tháng 3 năm 2008 tại Nhà hát Truyền hình - Đài Truyền hình Thành phố Hồ Chí Minh, với khách mời đặc biệt là ca sĩ Đàm Vĩnh Hưng - người đầu tiên giành trọn hai giải trong một Liveshow tháng của Album vàng 2007.
| Giải thưởng                         | Album                 | Nghệ sĩ đề cử | Hãng phát hành | Chú thích   |
| ----------------------------------- | --------------------- | ------------- | -------------- | ----------- |
| Album nghệ thuật xuất sắc của tháng | Âm bản                | Đoan Trang    |                | [ 8 ] [ 3 ] |
| Album sáng tạo                      | Studio ’68            | Ngô Thanh Vân |                | [ 8 ] [ 3 ] |
| Album được yêu thích nhất           | Mai Khôi hay hoa hồng | Mai Khôi      |                | [ 8 ] [ 3 ] |
| Top 5 của tháng                     | Sau cơn mưa           | Khánh Linh    |                | [ 8 ] [ 3 ] |
| Top 5 của tháng                     | Cơn đau cuối cùng     | Lê Hiếu       |                | [ 8 ] [ 3 ] |

### Tháng 4
Liveshow thứ hai tổ chức ngày 14 tháng 4 năm 2008 tại Nhà hát Hòa Bình, Thành phố Hồ Chí Minh và được truyền hình trực tiếp trên kênh HTV7 và 5 đài địa phường gồ: Hải Phòng, Quảng Ninh, Huế, Đà Nẵng, Cần Thơ. Các khách mời: Võ Hạ Trâm, Khởi My và Anh Khoa. Chuyên mục Câu chuyện những album với nghệ sĩ saxophone Trần Mạnh Tuấn với album hòa tấu Bèo dạt mây trôi.
| Giải thưởng                         | Album          | Nghệ sĩ đề cử  | Hãng phát hành | Chú thích            |
| ----------------------------------- | -------------- | -------------- | -------------- | -------------------- |
| Album nghệ thuật xuất sắc của tháng | Sang mùa       | Phương Thanh   |                | [ 10 ] [ 18 ] [ 23 ] |
| Album được yêu thích nhất           | Viên kẹo mới   | Thu Thủy       |                | [ 10 ] [ 18 ] [ 23 ] |
| Top 5 của tháng                     | Cool boy / Mưa | Cao Thái Sơn   |                | [ 10 ] [ 18 ] [ 23 ] |
| Top 5 của tháng                     | Tùng teen      | Phan Đinh Tùng |                | [ 10 ] [ 18 ] [ 23 ] |
| Top 5 của tháng                     | Thúy hát       | Thanh Thúy     |                | [ 10 ] [ 18 ] [ 23 ] |

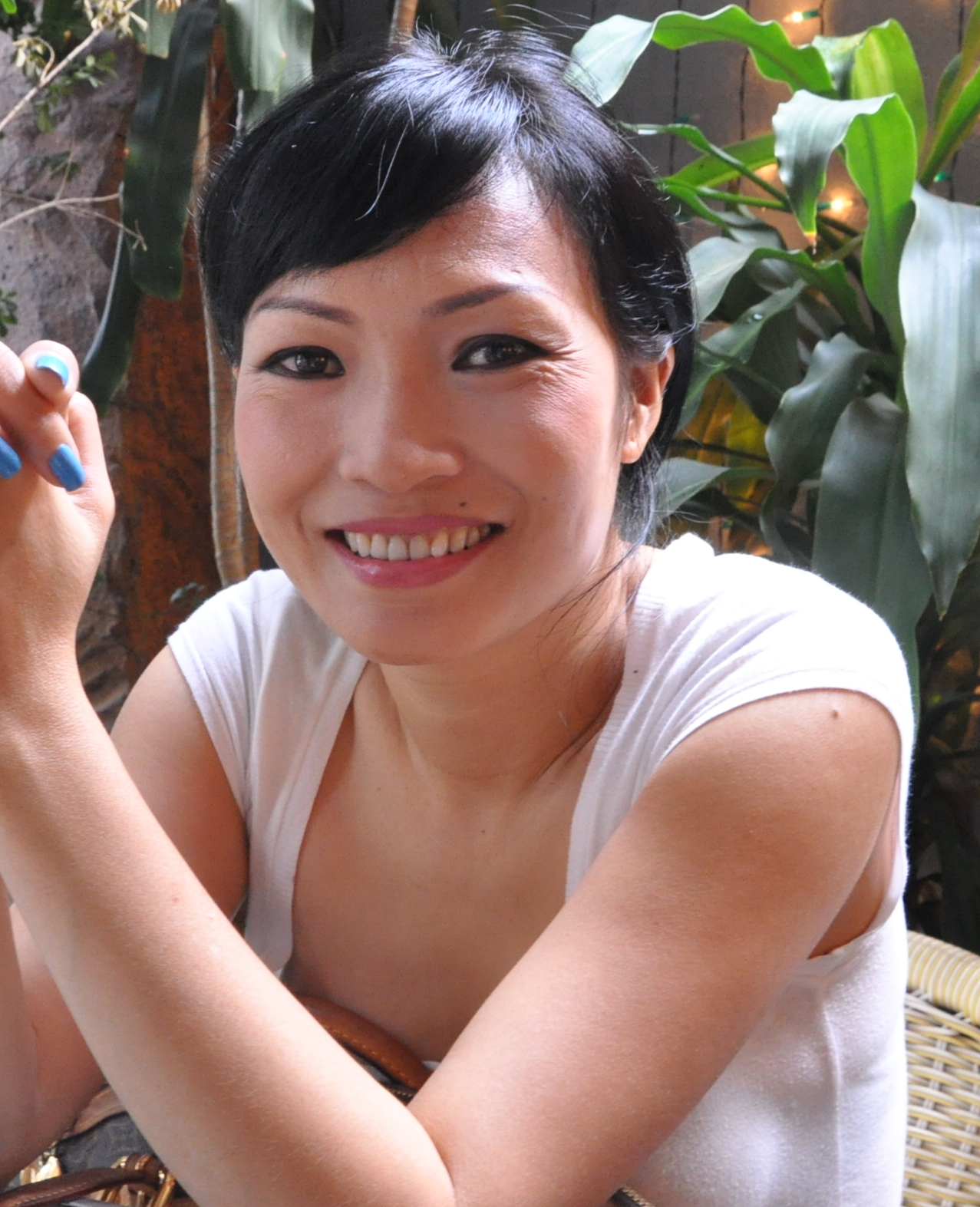
Phương Thanh

Vượt qua các đề cử album Derek Tim của Nguyễn Văn Tím (Derek Tim), Tuổi 16 của Huỳnh Lý Phương Uyên, Đăng quang của Nguyễn Đức Cảnh (Đăng Quang) trong chuyên mục Album của bạn hai thí sinh Nguyễn Hoàng Mỹ Ngọc với album Những giấc mơ dài và Nguyễn Duy Khoa với album Lời hứa đã cùng giành giải nhất chuyên mục. Hội đồng nghệ thuật của chuyên mục lần này gồm có hai nhạc sĩ Vũ Quốc Việt, Hoài An, ông Nguyễn Hữu Đức Minh – Giám đốc nhãn hiệu Coca-Cola và Nhà báo Trần Thành Trung – Đại diện công ty Cát Tiên Sa.

### Tháng 5
Liveshow thứ ba được tổ chức vào ngày 12 tháng 5 năm 2008 tại Nhà hát Truyền hình - Đài truyền hình Thành phố Hồ Chí Minh, được truyền hình trực tiếp trên kênh HTV7 và 6 đài khu vực Hải Phòng, Quảng Ninh, Huế, Cần Thơ, Hậu Giang và Bình Dương.

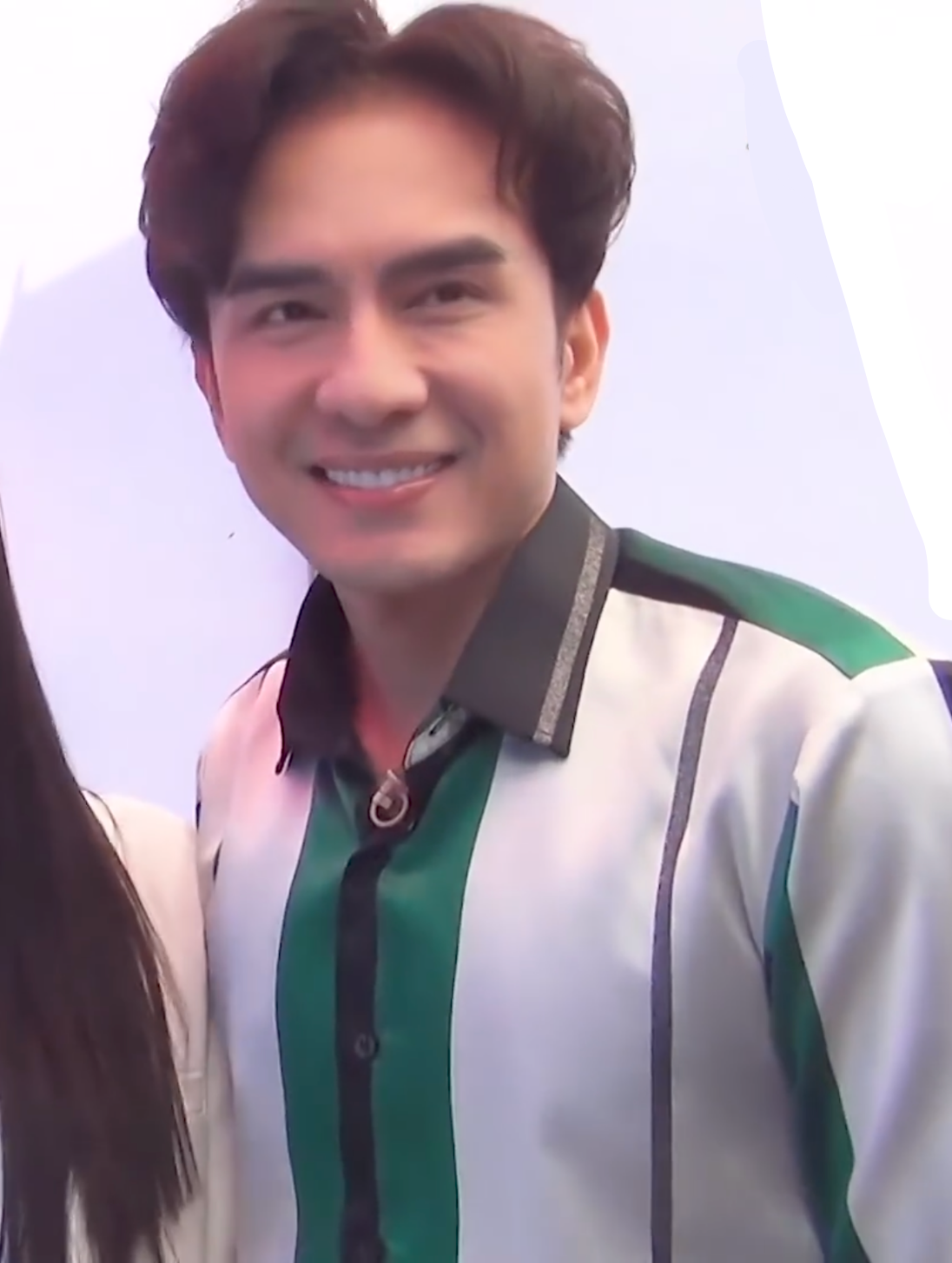
Đan Trường

Cùng với việc mở rộng thể loại nhạc thì liveshow này đánh dấu lần đầu tiên có một album thuộc dòng nhạc cổ điển thính phòng lọt vào top của tháng, đó là Vinh quang Việt Nam của ca sĩ Hồng Vy cùng dàn nhạc giao hưởng Đông A Đại Nam. Sỹ Luân cũng là nhạc sĩ đầu tiên có album được đề cử.
| Giải thưởng                         | Mã số (stt) | Album               | Nghệ sĩ đề cử | Hãng phát hành | Chú thích     |
| ----------------------------------- | ----------- | ------------------- | ------------- | -------------- | ------------- |
| Album nghệ thuật xuất sắc của tháng | 15          | Lúc mới yêu         | Phương Vy     |                | [ 29 ] [ 12 ] |
| Album được yêu thích nhất           | 14          | Thập nhị mỹ nhân    | Đan Trường    |                | [ 29 ] [ 12 ] |
| Album đặc biệt                      | 11          | Vinh quang Việt Nam | Hồng Vy       |                | [ 29 ] [ 12 ] |
| Top 5                               | 12          | Để nhớ mãi mãi      | Sỹ Luân       |                | [ 29 ] [ 12 ] |
| Top 5                               | 13          | Ru ta ngậm ngùi     | Song Giang    |                | [ 29 ] [ 12 ] |

Khách mời chuyên mục Câu chuyện những album là ca sĩ Minh Hằng với album Một vòng trái đất.
Chuyên mục Album của bạn tháng 5 có các đề cử: Bảo Ngọc của Nguyễn Thị Bảo Ngọc, Khúc hát cho người của Phan Nguyễn Thục Lam, Yêu thương trong em của Phạm Cẩm Vân, Thiên thần tóc mây của Triệu Thiên Quốc và Quay lại từ nơi bắt đầu của Trần Hoàng Hải.

### Tháng 6

Hà Anh Tuấn

Liveshow thứ tư tổ chức ngày 09 tháng 06 năm 2008 tại Nhà hát Truyền hình - Đài truyền hình Thành phố Hồ Chí Minh, truyền hình trực tiếp trên kênh HTV7 và 6 đài khu vực: Hải Phòng, Quảng Ninh, Huế, Đà Nẵng, Cần Thơ, Hậu Giang.
| Giải thưởng                         | Mã số (stt) | Album             | Nghệ sĩ đề cử | Hãng phát hành | Chú thích     |
| ----------------------------------- | ----------- | ----------------- | ------------- | -------------- | ------------- |
| Album nghệ thuật xuất sắc của tháng | 19          | Cánh mặt trời     | Năm Dòng kẻ   |                | [ 31 ] [ 32 ] |
| Album được yêu thích nhất           | 20          | Cà phê sáng       | Hà Anh Tuấn   |                | [ 31 ] [ 32 ] |
| Top 5                               | 18          | Để dành           | Trần Thái Hòa |                | [ 33 ] [ 32 ] |
| Top 5                               | 17          | Mickey            | Từ Minh Hy    |                | [ 33 ] [ 32 ] |
| Top 5                               | 16          | Ngày nhớ đêm mong | Đăng Khôi     |                | [ 33 ] [ 32 ] |

Album của bạn tháng 6 được tổ chức với các đề cử: Chỉ là giấc mơ của Chu Bin, Tình đầu tình cuối của Đinh Thanh Mạnh, Hát nữa đi em của Ngọc Châu, Chòm sao song tử của Ngô Duy Khiêm và Một chút hoài niệm của Thu Thảo. Các ca sĩ khách mời như Cao Thái Sơn, Từ Minh Hy. Hội đồng giám khảo: MC Quốc Bình, nhạc sĩ Vũ Quốc Việt, ca sĩ Nguyên Vũ, nhạc sĩ Hoài An.

### Tháng 7
Liveshow thứ năm tổ chức ngày 14 tháng 7 năm 2008 tại Nhà hát Truyền hình - Đài truyền hình Thành phố Hồ Chí Minh.
| Giải thưởng                         | Mã số (stt) | Album           | Nghệ sĩ đề cử      | Hãng phát hành | Chú thích |
| ----------------------------------- | ----------- | --------------- | ------------------ | -------------- | --------- |
| Album nghệ thuật xuất sắc của tháng | 24          | Khi ta yêu nhau | Hồ Ngọc Hà         |                | [ 35 ]    |
| Album được yêu thích nhất           | 24          | Khi ta yêu nhau | Hồ Ngọc Hà         |                | [ 35 ]    |
| Top 5                               | 21          | Em vẫn hát      | Kiwi Ngô Mai Trang |                | [ 35 ]    |
| Top 5                               | 22          | Hot             | Hoàng Hải          |                | [ 35 ]    |
| Top 5                               | 23          | Phone tình yêu  | Lê Dũng            |                | [ 35 ]    |
| Top 5                               | 25          | Tái sinh        | UnlimiteD          |                | [ 35 ]    |
| Album đặc biệt                      | (khách mời) | Trái tim tôi    | Hữu Ước            |                | [ 35 ]    |

Khách mời chuyên mục Câu chuyện những album là Thiếu tướng, nhà văn Hữu Ước với album Trái tim tôi. Ca sĩ khách mời gồm có nhóm AC&M và Hồ Quỳnh Hương.

### Tháng 8
Liveshow thứ sáu diễn ra ngày 11 tháng 8 năm 2008 tại Nhà hát Truyền hình - Đài truyền hình Thành phố Hồ Chí Minh, truyền hình trực tiếp trên kênh HTV7 và 6 đài khu vực: Hải Phòng, Quảng Ninh, Huế, Đà Nẵng, Cần Thơ, Hậu Giang và Đài Tiếng nói Việt Nam. Trong buổi diễn này ghi nhận lần đầu tiên không có album nào giành giải của Hội đồng nghệ thuật.
| Giải thưởng               | Mã số (stt) | Album              | Nghệ sĩ đề cử       | Hãng phát hành | Chú thích |
| ------------------------- | ----------- | ------------------ | ------------------- | -------------- | --------- |
| Album được yêu thích nhất | 28          | Hãy nói anh yêu em | Trà My              |                | [ 37 ]    |
| Top 5                     | 26          | Lạ                 | Thảo Trang          |                | [ 39 ]    |
| Top 5                     | 27          | Anh sẽ về          | Vũ Bảo              |                | [ 39 ]    |
| Top 5                     | 29          | Song Yến           | Yến Trang - Yến Nhi |                | [ 39 ]    |
| Top 5                     | 30          | Lời hát kinh cầu   | Minh Châu           |                | [ 39 ]    |

Các ca sĩ khách mời gồm có: Hoa hậu Hoàn vũ Việt Nam 2008 - Nguyễn Thùy Lâm, ca sĩ Quang Dũng, Thu Minh và Nathan Lee. Trong số các đề cử có sự tham gia của nhạc sĩ Minh Châu và cặp đôi ca sĩ Yến Trang - Yến Nhi với album solo của họ. Trong Liveshow này đã công bố 4 giải Nhất của chuyên mục Album của bạn gồm: Phạm Thị Hải Yến, Cao Huy Thế, Trần Phương My và Phạm Thành Long.

### Tháng 9
Liveshow thứ bảy với tên gọi Đêm hội ngộ Album Vàng tháng 9 diễn ra ngày 8 tháng 9 năm 2008 tại Nhà hát Truyền hình - Đài truyền hình Thành phố Hồ Chí Minh, mang tính giao lưu gặp mặt 12 ca sĩ và nhóm nhạc đã vàng tham gia chương trình Album vàng 2007 và Album vàng 2008.
Chuyên mục Album của bạn tháng 9 được tổ chức tại trường Đại học Cần Thơ vào ngày 30 tháng 8 với 5 album: Anh sẽ nhớ mãi của Nguyễn Quốc Huy Luân, Hứa của Bùi Quốc Minh, Ra mắt của Nguyễn Hoàng, Kỉ niệm một cuộc tình của Đỗ Nguyên và Khi ta yêu của Phạm Lan Hương. Buổi diễn có sự tham gia của các khách mời Phạm Anh Khoa, Nguyên Vũ, Khởi My và Đội văn nghệ trường Đại học Cần Thơ.
Chuyên mục mới, Album quốc tế đã giới thiệu album Breakout của Miley Cyrus.

### Tháng 10
Liveshow thứ tám tổ chức ngày 13 tháng 10 năm 2008 tại Nhà hát Truyền hình - Đài truyền hình Thành phố Hồ Chí Minh, được truyền hình trực tiếp trên kênh HTV7 và 6 đài khu vực: Hải Phòng, Quảng Ninh, Huế, Đà Nẵng, Cần Thơ, Hậu Giang.

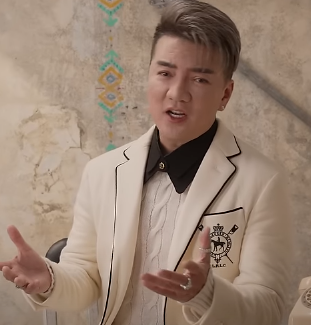
Đàm Vĩnh Hưng

Liveshow này đánh dấu lần thứ hai Đàm Vĩnh Hưng giành trọn hai giải thưởng chính của một kỳ liveshow tháng với hơn 50% số lựng bình chọn cho mỗi hạng mục. Trương Lê Sơn là nhạc sĩ có đề cử trong tháng này.
| Giải thưởng                         | Album            | Nghệ sĩ đề cử | Hãng phát hành | Chú thích |
| ----------------------------------- | ---------------- | ------------- | -------------- | --------- |
| Album nghệ thuật xuất sắc của tháng | Qua cơn mê       | Đàm Vĩnh Hưng |                | [ 44 ]    |
| Album được yêu thích nhất           | Qua cơn mê       | Đàm Vĩnh Hưng |                | [ 44 ]    |
| Top 5                               | Lâu đài cát      | Nhật Kim Anh  |                | [ 44 ]    |
| Top 5                               | Mặt trời mới     | Mặt Trời Mới  |                | [ 44 ]    |
| Top 5                               | Ngày và đêm      | Trương Lê Sơn |                | [ 44 ]    |
| Top 5                               | Tình yêu diệu kì | Thanh Ngọc    |                | [ 44 ]    |

Chuyên mục Câu chuyện những album với khách mời là ca sĩ Hồng Ngọc.
Album của bạn tháng 10 được tổ chức vào ngày 5 tháng 10 tại trường Trung học phổ thông Phan Châu Trinh, thành phố Đà Nẵng cùng các khách mời Phương Đài, Nguyên Vũ và Anh Khoa. Các album đợt này gồm Yêu thương mong manh của Phạm Thị Quỳnh Anh, Sống của Trần Ngọc Thịnh, Hữu Giang Idol của Nguyễn Hữu Giang, Hai mươi của Lương Vũ Hồng Duyên và Lúc mới yêu của Nguyễn Trần Huyền Trang.

### Tháng 11

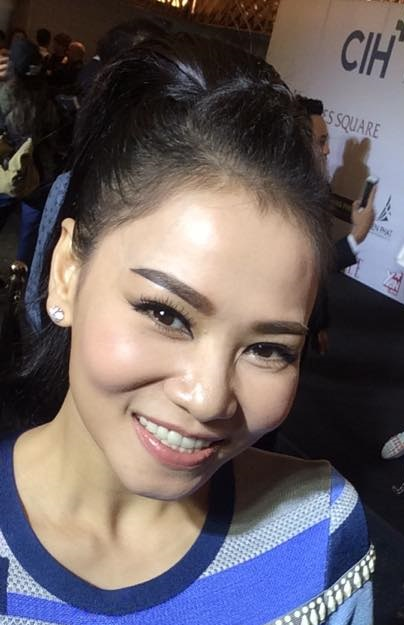
Thu Minh

Liveshow thứ chín diễn ra tối ngày 10 tháng 11 năm 2008 tại Nhà hát Truyền hình - Đài truyền hình Thành phố Hồ Chí Minh. Được truyền hình trực tiếp trên kênh HTV7 và 6 đài khu vực Hải Phòng, Quảng Ninh, Huế, Cần Thơ, Hậu Giang và Kiên Giang.
| Giải thưởng                         | Mã số (stt) | Album                   | Nghệ sĩ đề cử   | Hãng phát hành | Chú thích     |
| ----------------------------------- | ----------- | ----------------------- | --------------- | -------------- | ------------- |
| Album nghệ thuật xuất sắc của tháng | 40          | I do                    | Thu Minh        |                | [ 5 ]         |
| Album được yêu thích nhất           | 40          | I do                    | Thu Minh        |                | [ 5 ]         |
| Top 5                               | 36          | Anh                     | Ni Ni Khanh     |                | [ 49 ] [ 46 ] |
| Top 5                               | 37          | Hoa dại                 | Mai Khôi        |                | [ 49 ] [ 46 ] |
| Top 5                               | 38          | Chuyển động             | Lưu Hương Giang |                | [ 49 ] [ 46 ] |
| Top 5                               | 39          | Có bao... giờ em sai    | Bảo Thy         |                | [ 49 ] [ 46 ] |
| Các album tranh đề cử               | bị loại     | Rồi ngày mai sẽ đến     | Uyên Trang      |                | [ 50 ]        |
| Các album tranh đề cử               | bị loại     | Thành phố mưa bay       | Vân Trường      |                | [ 50 ]        |
| Các album tranh đề cử               | bị loại     | Khúc mưa thu            | Hoàng Hải Đăng  |                | [ 50 ]        |
| Các album tranh đề cử               | bị loại     | Mãi gọi người tình ơi   | Thu Trang       |                | [ 50 ]        |
| Các album tranh đề cử               | bị loại     | Thế giới không hoàn hảo | Vân Quang Long  |                | [ 50 ]        |

Album của bạn tháng 11 được tổ chức vào ngày 7 tháng 11 tại trường Đại học Tôn Đức Thắng - Thành phố Hồ Chí Minh với các khách mời Vũ Bảo, Phương Vy, Yến Trang và Yến Nhi. 5 album số này gồm Cầu tre ngày xưa của Nguyễn Thị Mỹ, Tuyết rơi mùa hè của Lê Thiên Bảo, Thời con gái của Bạch Thị Thùy Trang, Cánh diều của Vũ Khắc Tuận và Ly trà xuân của Huỳnh Thị Tú Trinh.

### Tháng 12
Liveshow thứ mười được tổ chức ngày 08 tháng 12 năm 2008 tại Nhà hát Truyền hình - Đài truyền hình Thành phố Hồ Chí Minh, được truyền hình trực tiếp trên kênh HTV7 và 6 đài khu vực: Kiên Giang. Hải Phòng, Quảng Ninh, Huế, Cần Thơ, Hậu Giang và Kiên Giang.
| Giải thưởng                         | Album                                               | Nghệ sĩ đề cử   | Hãng phát hành | Chú thích     |
| ----------------------------------- | --------------------------------------------------- | --------------- | -------------- | ------------- |
| Album nghệ thuật xuất sắc của tháng | 365.hanoi.nk                                        | Ngọc Khuê       |                | [ 52 ] [ 53 ] |
| Album được yêu thích nhất           | Mật khẩu…Nối mạng tình yêu (Password…Internet love) | Nguyên Vũ       |                | [ 52 ] [ 53 ] |
| Top 5                               | Phút cuối                                           | Cao Thái Sơn    |                | [ 52 ] [ 53 ] |
| Top 5                               | Thiên đường xa xôi                                  | Phạm Thanh Thảo |                | [ 52 ] [ 53 ] |
| Top 5                               | Tình pha lê                                         | Khánh Ngọc      |                | [ 52 ] [ 53 ] |
| Các album tranh đề cử               | Làm lại từ đầu                                      | Anh Thúy        |                | [ 51 ]        |
| Các album tranh đề cử               | Thế giới không hoàn hảo                             | Vân Quang Long  |                | [ 51 ]        |
| Các album tranh đề cử               | Thành phố mưa bay                                   | Vân Trường      |                | [ 51 ]        |
| Các album tranh đề cử               | Rồi ngày mai sẽ đến                                 | Uyên Trang      |                | [ 51 ]        |
| Các album tranh đề cử               | Mãi gọi người tình ơi                               | Thu Trang       |                | [ 51 ]        |

## Album của bạn
Chuyên mục Album của bạn được tổ chức hằng tháng tại Nhà Văn hóa Thanh niên, Thành phố Hồ Chí Minh với số đầu tiên diễn ra vào ngày 9 tháng 4 năm 2008.
Lễ trao giải mục Album của bạn được tổ chức vào ngày 14 tháng 1 năm 2009 tại Nhà Văn hóa Thanh niên. Album vàng 2008 đã tổ chức được chín chương trình tại Thành phố Hồ Chí Minh, Đà Nẵng và Cần Thơ, chọn ra được 18 albums xuất sắc của các khán giả tham dự.
- Lời hứa (Nguyễn Duy Khoa)
- Những giấc mơ dài (Nguyễn Hoàng Mỹ Ngọc)
- Bảo Ngọc (Nguyễn Thị Bảo Ngọc)
- Khúc hát cho người (Phan Nguyễn Thục Lam)
- Hát nữa đi em (Phan Ngọc Châu)
- Hoa nắng (Phạm Thị Hải Yến)
- PTLong88 (Phạm Thành Long)
- Phương My (Trần Phương My)
- Hát cho niềm đam mê (Cao Huy Thế)
- Phải chăng em đã quên (Chu Đăng Thanh)
- Hứa (Bùi Quốc Minh)
- Anh sẽ nhớ mãi (Nguyễn Quốc Huy Luân)
- Lúc mới yêu (Nguyễn Trần Huyền Trang)
- Sống (Trần Ngọc Thịnh)
- Ly trà xuân (Huỳnh Thị Tú Trinh)
- Tuyết rơi mùa hè (Lê Thiên Bảo)
- Tạm biệt (Vũ Đình Huyền Trang)
- Nụ hôn dưới mưa (Ngô Thị Ngọc Thảo)

Giải Nhất của chuyên mục là hợp đồng thu âm chuyên nghiệp trị giá 40 triệu đồng đã thuộc về hai khán giả Nguyễn Duy Khoa và Chu Đăng Thanh. Ngoài ra còn có 3 giải phụ trị giá 5 triệu đồng mỗi giải.

## Trao giải

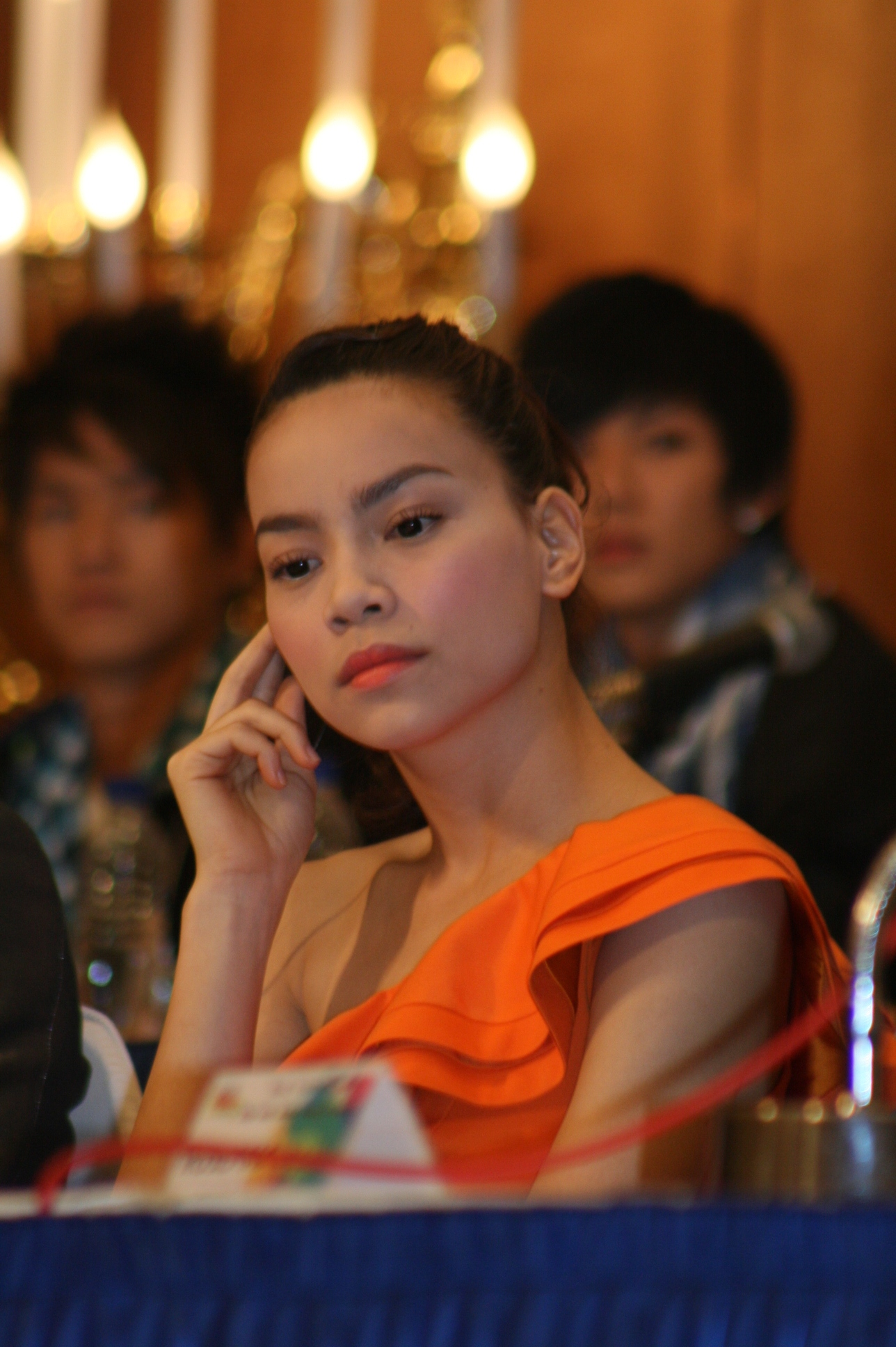
Hồ Ngọc Hà

Buổi trao giải của năm diễn ra tối ngày 9 tháng 2 năm 2009 tại Nhà hát Hòa Bình - Thành phố Hồ Chí Minh và được truyền hình trực tiếp trên kênh HTV7 cùng 6 đài khu vực: Hải Phòng, Quảng Ninh, Huế, Kiên Giang, Cần Thơ, Hậu Giang. Album vàng 2008 có 3 album đều giành hai giải chính của tháng mà album được đề cử: Khi ta yêu nhau của Hồ Ngọc Hà, Qua cơn mê của Đàm Vĩnh Hưng và I do của Thu Minh.
| Hạng mục                                  | Album                                     | Ca sĩ                                     | Chú thích                                 |
| Hạng mục do hội đồng nghệ thuật bình chọn | Hạng mục do hội đồng nghệ thuật bình chọn | Hạng mục do hội đồng nghệ thuật bình chọn | Hạng mục do hội đồng nghệ thuật bình chọn |
| ----------------------------------------- | ----------------------------------------- | ----------------------------------------- | ----------------------------------------- |
| Album Nghệ thuật xuất sắc                 | Khi ta yêu nhau                           | Hồ Ngọc Hà                                | [ 6 ] [ 56 ]                              |
| Album Nghệ thuật xuất sắc                 | Cánh mặt trời                             | 5 Dòng Kẻ                                 | [ 6 ] [ 56 ]                              |
| Hạng mục do khán giả bình chọn            |                                           |                                           |                                           |
| Album được yêu thích                      | Thập nhị mỹ nhân                          | Đan Trường                                | [ 6 ] [ 56 ]                              |
| Album được yêu thích                      | Qua cơn mê                                | Đàm Vĩnh Hưng                             | [ 6 ] [ 56 ]                              |
| Hạng mục khác                             |                                           |                                           |                                           |
| Top Album 2008                            | Âm bản                                    | Đoan Trang                                | [ 4 ] [ 7 ]                               |
| Top Album 2008                            | I do                                      | Thu Minh                                  | [ 4 ] [ 7 ]                               |
| Top Album 2008                            | Mai Khôi hay hoa hồng                     | Mai Khôi                                  | [ 4 ] [ 7 ]                               |
| Top Album 2008                            | Cà phê sáng                               | Hà Anh Tuấn                               | [ 4 ] [ 7 ]                               |
| Top Album 2008                            | Lúc mới yêu                               | Phương Vy                                 | [ 4 ] [ 7 ]                               |
| Top Album 2008                            | Sang mùa                                  | Phương Thanh                              | [ 4 ] [ 7 ]                               |
| Top Album 2008                            | Viên kẹo mới                              | Thu Thủy                                  | [ 4 ] [ 7 ]                               |
| Top Album 2008                            | Mật khẩu…Nối mạng tình yêu                | Nguyên Vũ                                 | [ 4 ] [ 7 ]                               |
| Top Album 2008                            | Hãy nói anh yêu em                        | Trà My                                    | [ 4 ] [ 7 ]                               |
| Top Album 2008                            | 365.hanoi.nk                              | Ngọc Khuê                                 | [ 4 ] [ 7 ]                               |

Ngoài các ca sĩ chuyên nghiệp có album thắng giải của tháng, đêm trao giải còn có sự tham gia của hai khán giải đồng hạng Nhất chuyên mục "Album của bạn" là Duy Khoa và Chu Đăng Thanh. Khách mời của đêm trao giải là Phạm Anh Khoa và Ngô Thanh Vân.

## Mùa tiếp theo
Chương trình đặc biệt Album Vàng – Hai năm nhìn lại được tổ chức tối ngày 9 tháng 3 năm 2009 tại Nhà hát Truyền hình - Đài truyền hình Thành phố Hồ Chí Minh, được truyền hình trực tiếp trên kênh HTV7. Chương trình mang tính tổng kết, nhìn nhận lại hai mùa đã qua và mở màn cho Album vàng 2009. Tham gia biểu diễn trong chương trình này là một số ca sĩ đã từng tham gia như Đàm Vĩnh Hưng, Hồ Ngọc Hà, Đan Trường, 5 Dòng Kẻ, Lam Trường, Thanh Thảo, Hiền Thục và một số ca sĩ trẻ như: Quang Vinh, Bảo Thy, Thanh Ngọc, Wanbi Tuấn Anh và Minh Hằng.